# Hideg Éva
Hideg Éva (Kiszombor, 1950. december 26.) nemzetközileg ismert magyar jövőkutató, aki elsőként szerzett jövőkutatásból MTA doktora címet. A Budapesti Corvinus Egyetem egyetemi tanára és 2022-től professor emeritája.

## Életpályája
1974-ben szerzett közgazdász diplomát a Marx Károly Közgazdaságtudományi Egyetem (MKKE) Népgazdasági Tervező-elemző szakán. Már szakdolgozatát is az akkor még Magyarországon új tudományágnak számító jövőkutatásból írta Dr. Kovács Géza professzor tanítványaként.
Az MKKE-n 1976-ban doktorált, majd pedig 1988-ban lett a közgazdaságtudomány kandidátusa az MTA-n. Kutatói pályára készülvén 1974-től 1990-ig az MTA különféle kutatóhelyein és támogatott kutatóhelyein (MTA Filozófiai Intézet, MKKE Népgazdasági Tervezési Intézet, MTA Társadalomtudományi Főosztály) dolgozott és a jövőkutatás elméleti-módszertani kérdéseivel foglalkozott. Tudományos segédmunkatársként kezdte majd pedig tudományos főmunkatársként zárta életpályájának ezt a szakaszát. 1990-től a Budapesti Közgazdaságtudományi Egyetemen kezdett dolgozni egyetemi docensként, majd pedig az Egyetem név- és intézményi változásait követve 2014-ig egyetemi docensként dolgozott. Egyetemre kerülvén a kutató munkája oktató munkával is kibővült. Részt vett az egyetemi szintű jövőkutatás és az egyetemi doktori képzés jövőkutatási tantárgyainak kidolgozásában és tananyagainak fejlesztésében, azok oktatásában, valamint doktori hallgatók témavezetésében.
2012-ben megszerezte az MTA doktora címet, majd 2013-ban habilitált és 2014-ben pedig kinevezték egyetemi tanárrá. 2022 óta a Budapesti Corvinus Egyetem professor emeritája.
2018 és 2023 között az MTA Statisztikai és Jövőkutatási Tudományos Bizottságának (SJTB) társelnökeként majd pedig elnökeként 5 konferenciát szervezett az MTA Magyar Tudomány Ünnepe keretében.
Több, nemzetközileg neves jövőkutatási folyóiratban lektorál rendszeresen, továbbá tagja az European Journal of Futures Research c. folyóirat Academic Board-jának és a Futures & Foresight Science c. folyóirat Editorial Board-jának.
Életpályája során több hazai és nemzetközi kutatási projektben vett részt résztvevő kutatóként, szakértőként, témavezetőként vagy kutatásvezetőként. Ezek a kutatások részben a jövőkutatás elméleti-módszertani témáival részben pedig a jövőkutatás gyakorlati művelésének formáival, részben pedig a jövőkutatás foresight, előretekintés irányzatának egy-egy témakörével foglalkoztak. A kutatási projektek és elnyert pályázatok finanszírozói az MTA és egyes kutató intézetei, az OTKA Iroda, az Országos Műszaki Fejlesztési Bizottság (OMFB), Munkaügyi Minisztérium (MÜM), Világbanki Projekt, a Nemzeti Szakképzési Intézet, a Nemzeti Szakképzési és Felnőttképzési Intézet, Társadalmi Megújulás Operatív Program, az UNESCO (a World Futures Studies Federation-ön (WFSF-en) keresztül), a Cooperation in Science and Technology (COST), Joint Research Centre, az Eurofound, a Millennium Project, a Visegrád Found voltak.
Külön kell megemlíteni a 2003 és 2007 között futó European Cooperation in Science and Technology (COST) keretében az A22: Foresight Methodologies – Exploring new ways to explore the future c. tudományos együttműködési programban a program Management Committee-jének és a program záró konferenciája Scientific Committee-jének magyar tagjaként és résztvevő kutatójaként betöltött szerepét. Ebben az EU által indított és finanszírozott projektben betöltött funkciók egyrészt Hideg Éva nemzetközi ismertségének és kutatási eredményeinek elismerése volt, másrészt az ő és a projektbe általa bevont hazai jövőkutatók kutatómunkáinak eredményei tették lehetővé, hogy a rendszerváltás utáni hazai jövőkutatás szerves részévé váljék az előretekintés (foresight) révén megújuló európai jövőkutatási térnek.

## Oktatási munkássága
Oktató munkája során több jövőkutatási tantárgy tematikáját fejlesztette ki és a tantárgyakat oktatta a közgazdász képzésben és a BCE PhD képzésében. A tananyag fejlesztés részeként Korompai Attilával, Kovács Gézával és Nováky Erzsébettel közösen megírták az első egyetemi tankönyvet Jövőkutatás címen 1992-ben. A Jövőtanulmányok füzetsorozatot 1996-tól, a Jövőelméletek füzetsorozatot 1998-tól szerkesztette 2014-ig. A jövőtanulmányokból 27, a Jövőelméletekből 20 füzet készült el.

## Kutatási témái
- Digitalizáció és informatizáció a jövőkutatásban
- Az előretekintés szervezeti rendszerének kiépítése
- Participatív forgatókönyvírás fejlesztése a V4 országokban
- Környezeti jövőkutatás
- Jövőfürkészés (horizon scanning) eljárás fejlesztése és hazai adaptálása
- Integrált jövőkutatás és az interaktív előretekintés (foresight) művelése
- Paradigmák a jövőkutatásban
- Jövőkutatás és praxis: az elméleti és a gyakorlati jövőkutatás kialakulása és kapcsolatuk fejlesztése[10][11][12]
- A jövőkutatás és az általános evolúciós elmélet összekapcsolása
- Tér-idő a jövőkutatásban
- Komplex szociális előrejelzés és előretekintés (foresight) elméleti-metodológiai és metodikai továbbfejlesztése
- Evolúciós modellezés alkalmazása az előrejelzés-készítésben
- A jövőkutatás új irányzatainak hazai adaptálása
- Társadalmi jövőmodellek
- Jövőorientáltság és empirikus vizsgálata
- Hazai szakképzés és szakmai vizsgarendszerek jövője
- Magyarország 2010, 2020, 2025 és 2050

## Részvétel kutatási és szakmai programokban
- The future of European Universities on the path to sustainable development, BPI/PST/2021/1/00011/U/00001. Bielystok University of Technology and University of Seville online többfordulós survey, szakértő részvevő (2023)
- Exploring the socio-economic impact of the transition to a climate neutral economy, 210506,Eurofound szakértő résztvevő, lektor (2023)
- Real-Time Delphi Questonnaire. Foresight element of our common future to Our Common Future Agenda, Millennium Project, szakértő résztvevő (2022)
- V4 2030: Emerging sustainable innovation pathways towards a Post-COVID-19 recovery (Visegrad Fund, Project ID #/Title: 22120116), résztvevő, (2021-2022)
- Környezeti jövőkutatás: Magyarország 2050, 4944 sz. főigazgatói projekt – MTA Ökológiai Kutatóintézet, kutatásvezető, (2016-2019)
- “FOR_V4 - Mobilising corporate foresight potential among V4 countries” program, International Visegrad Fund, Standard Grant No. 21520129 (társtémavezető a konzorcium magyar részvételében) (2016-2017)
- A matematika és az informatika alkalmazása a jövőkutatásban, kutatási projekt PhD hallgatókkal, projektvezető, 2013-2016
- „A tudás alapú gazdaság Magyarországon, az innovációs szemlélet erősödésének és a K+F teljesítmények növelésének feltételei” című alprojekt, TÁMOP-4.2.1/B-09/1/KMR-2010-0005, 4. K + F + I alprojekt, A közép-magyarországi régió tudásgazdasága jövőképének kialakítása interaktív foresight-tal c. téma (társtémavezető), (2010-2012)
- Jövőkutatás az interaktív társadalomban T 48539 sz. OTKA kutatás, (témavezető) (2005-2009)
- Megvalósíthatósági tanulmány készítése régiós szakmai vizsgaközpont-hálózatra, 53413 FKA-KT 4/2006. sz. téma (Nemzeti Szakképzési Intézet), kutatásvezető, (2006 – 2007)
- COST A22 (Foresight Methodologies - Exploring New Way to Explore the Future) Management Committee magyar tagja és résztvevő (2004-2007)
- From Oracles to Dialogue. COST A22 Final conference, National Technical University of Athens, School of Rural and Surveying Engineering, Department of Geography and Regional Planning, az International Programme Committee munkájában részvétel, 2007
- „Globális és hazai problémák tegnaptól holnapig” VI. Magyar (Jubileumi) Jövőkutatási  Konferencia, 5. szekció: A jövőkutatás megújult módszertana c. szekció szervezése és vezetése, 2006
- Paradigmák a jövőkutatásban T 35070 sz. OTKA kutatás (témavezető) (2001-2004)
- Evolúciós modellek a jövőkutatásban T 25372 sz. OTKA kutatás (témavezető) (1998-2000)
- A jövőkutatás metodológiájának korszerűsítése az átmenet korában T 18146 sz. OTKA kutatás (témavezető) (1995-1997)
- A szakképzés fejlődése a társadalmi-gazdasági környezet változásának függvényében a századfordulótól az ezredfordulóig. NSZI (társtémavezető) (1995-1996)
- Az emberi erőforrás fejlesztése c. világbanki projekt ifjúsági szakképzés komponense. A szakképzés jövője a társadalmi-gazdasági folyamatokban Magyarországon téma, MÜM (társtémavezető) (1992-1994)
- Jövőelméletek sorozat szerkesztése (1998-tól)
- Jövőtanulmányok sorozat szerkesztése (1996-tól)
- Változás és jövő T 43522 sz. OTKA kutatás (résztvevő) (2003-2006)
- Magyarország 2025, MTA Jövőkutatási Bizottság, témavezető Nováky Erzsébet (2008-2009), résztvevő
- A WFSF UNESCO támogatta Budapest Futures Course, részvétel: pályázatíró,szervező, tudományos és pénzügyi menedzser, előadó (1999-2002)
- Hazai vállalatok jövőorientáltsága PFP projekt (társtémavezető) (1997-1998)
- Magyarország holnap után – a hazai jövőkép aktualizálása online hazai társadalompolitikai stratégiaalkotás megalapozása céljából OKTK kutatás, (résztvevő), (2003-2004)
- A tér-idő problematika a kortárs jövőkutatásban és filozófiában FKFP program (résztvevő) (2001-2002)
- Nem tudatos és tudatos viszonyulás a jövőhöz T 29962 sz. OTKA kutatás (résztvevő) (1999-2002)
- Magyarország holnap után T 23113 sz. OTKA kutatás (résztvevő) (1997-2000)
- Jövőkutatás és káosz T 4907 OTKA kutatás, résztvevő (1993-1996)
- Nagy távlatú komplex jövőkutatás, MTA – MKKE, résztvevő, (1980-1990)

## Szakmai közéleti szerepvállalása
- 1988-tól: MTA köztestületi tag
- 1993-tól a WFSF (World Futures Studies Federation) tagja
- 1998-2005: a WFS (World Future Society) tagja
- 1992-1995, illetve 1998-2011 között: az MTA Jövőkutatási Bizottságának tagja
- 2012-től: Az MTA Statisztikai és Jövőkutatási Tudományos Bizottságának és a Jövőkutatási Tudományos Albizottság tagja
- 2018-2020: az MTA Statisztikai és Jövőkutatási Tudományos Bizottságának társelnöke
- 2021-2023: az MTA Statisztikai és Jövőkutatási Tudományos Bizottságának elnöke, az MTA IX. Osztály tanácskozási jogú tagja
- 2019-2022: az MTA nem akadémikus közgyűlési képviselő, az MTA IX. Osztály szavazati jogú tagja
- 2021-től: az MTA Tudományetikai Bizottságának póttagja
- 1995-2000: az OTKA Jövőkutatás zsűri tagja
- 1998-1999: az OTKA Jövőkutatás zsűri elnöke
- 2000-2001: az OTKA Közgazdaságtan-Jövőkutatás zsűri elnöke
- 2001-2004: az OTKA Társadalomtudományi Szakkollégiumának tagja
- 2008-2010: az OTKA Közgazdaságtan – Jövőkutatás – Statisztika zsűri tagja
- 2004-2007: a COST A22 Management Committee tagja
- 1999-től a Magyar Szakképzési Társaság Tudományos Tagozatának tagja
- 2013-tól: a Millennium Projekt Hungarian Node-jának alapító tagja
- 2012-től: a European Journal of Futures Research c. folyóirat Academic Board-jának tagja
- 2023-tól a Futures & Foresight Science c. folyóirat Editorial Board-jának tagja

## Elismerései
- 1988: MTA Támogatott Kutatóhelyek Díja
- 1988: Soros Alapítvány ösztöndíja (részvétel az Inter-University Centre of Postgraduate Studies Futures Studies kurzusán, Dubrovnik, 1988. 03. 22 - 04.10.)[13]
- 2001: a BKÁE Kitüntető Oklevele
- 2001-2004: Széchenyi István ösztöndíjas[halott link]
- 2020: Outstanding Reviewer, Emerald Literati Awards 2020 irodalmi díj

## Főbb publikációi
1. Valószínűség, megbízhatóság a jövőkutatásban. Egyetemi Szemle 1989.1. 109-119.
2. Irányzatok a jövőkutatásban. Magyar Tudomány 1992. 37. 7. 797-810.
3. A társadalmi modellek újabb irányzatai. Közgazdasági Szemle 1992. 39. 5. 460-471.
4. Jövőkutatás (Korompai Attila, Kovács Géza Nováky Erzsébet társszerzőkkel). Budapesti Közgazdaságtudományi Egyetem 1992, Aula Kiadó, Budapest 1997. és 2006.
5. Future orientation in Hungarian society (Nováky Erzsébet és Kappéter István társszerzőkkel) Futures, 1994. 26. 7. 75–770.
6. Válaszúton a szakképzés (Kappéter, István, Nováky, Erzsébet társszerzőkkel, szerk.): Munkaügyi Minisztérium (MÜM), Honfoglalás Bt, Budapesti Közgazdaságtudományi Egyetem, Jövőkutatás Tanszék, Budapest, 1995.
7. The transformation of futures research in Hungary. American Behavioral Scientist 1998. 42. 3. 420-426.
8. Szakképzés és jövő (Nováky Erzsébet társszerzővel). Aula Kiadó, Budapest 1998.
9. Posztmodern és evolúció a jövőkutatásban (Kiss Endre, Nováky Erzsébet társszerzőkkel, szerk.). Budapesti Közgazdaságtudományi Egyetem, Jövőkutatás Tanszék, Budapest 1998.
10. A jövő társadalmi modelljei. In: Nováky, Erzsébet (szerk.) Bevezetés az információs társadalomba. KIT Képzőművészeti Kiadó és Nyomda, Budapest 1999. 7-31.
11. Evolúciós modellek a jövőkutatásban (Alács Péter, Benedek Gábor, Martinás Katalin, Nováky Erzsébet, Papp Balázs, Pál Csaba társszerzőkkel, szerk.): Aula Kiadó, Budapest 2001.
12. Implications of two new paradigms for futures studies. Futures 2002. 34. 3-4.  283-294.
13. Paradigma a tudományelméletben és a társadalomtudományi kutatásokban. Jövőelméletek 14. Budapesti Corvinus Egyetem, Budapest 2005.
14. Regionális szakmai vizsgaközpont hálózat létrehozhatósága Magyarországon (Bolla Ferenc, Csányi Lászlóné, Gyülingné Schindler Rózsa, Szabóné Berki Éva, Szilágyi Antal, Szilágyi János, Bartus Zsolt társszerk. szerk és szerző): Nemzeti Szakképzési és Felnőttképzési Intézet, Budapest 2007.
15. Theory and practice in the field of foresight. Foresight 2007. 9. 6. 36-46.
16. Futures studies in the interactive society (Alács, Péter, Kiss, Endre, Nováky, Erzsébet, Kristóf, Tamás, Neszveda, Gábor, Xin, Fen, Vág, András, Veigl, Helga társszerzőkkel, szerk.): Corvinus University of Budapest, Budapest, 2009.
17. Changing attitudes to the future in Hungary (Nováky Erzsébet társszerzővel) Futures, 2010. 42. 2. 230-236.
18. Jövőkutatási paradigmák. Aula Kiadó, Budapest 2012.
19. Jövőkutatás – Interaktívan (Nováky Erzsébet, Alács Péter és Veigl Helga társszerzőkkel). Aula Kiadó, Budapest, 2012.
20. Hungarian educational foresight: „Vocational training and future” – case study. (Nováky Erzsébet és Kristóf Tamás társszerzőkkel). In: Exploring the future. The role of interaction in foresight. Borch, K., Stalpers, S., eds., Elgar, Cheltenham, 2013, 238-253.
21. Integral futures based on the paradigm approach. Futures 2013. 45 6-15.
22. Paradigms in futures field. Corvinus University of Budapest, Budapest, 2015.
23. Környezeti jövőkutatás - Magyarország 2050. (Mihók Barbara, Gáspár Judit, Schmidt Péter, Márton András, Fabók Veronika, Báldi András társszerzőkkel, szerk.): MTA Ökológiai Kutatóközpont, Tihany, 2019.
24. Assessment in horizon scanning by various stakeholder groups using Osgood’s semantic differential scale – A methodological development. (Mihók Barbara, Gáspár Judit, Schmidt Péter, Márton András, Báldi András társszerzőkkel) Futures 2021. 126. 2.
25. Trends shaping sustainable post-pandemic development of the V4 region in turbulent times until 2030. (Gáspár Judit, Gubová, Klaudia, Jagaciak, Maciej Piotr, Mackova, Lucie, Márton András, Rafał, Weronika, Sacio-Szymańska, Anna, Šerá Komlossyová, Eva társszerzőkkel) Foresight 2023.  25. 6. 861-877.